# Манчини-Мазарини, Луи-Жюль
Луи-Жюль Манчини-Мазарини (фр. Louis-Jules Mancini-Mazarini; 16 декабря 1716, Париж — 25 февраля 1798, Париж) — последний герцог Неверский в 1768—1789 годах, французский дипломат и писатель. Шестым по счёту в 1742 году занял четвёртое место во Французской академии.

## Биография
Родился в Париже, сын Филиппа-Жюльена Манчини и Марии-Анны Спинола. Луи-Джулио Манчини получил образование в колледже Людовика Великого, женился в возрасте четырнадцати лет.
Служил в армии, участвовал в кампаниях в Италии (1733) и Чехии (1740), но вынужден был уйти из армии по причине слабого здоровья.
В 1748—1752 годах являлся послом Франции в Риме (1748—1752), Берлине (1755—1756) и Лондоне, где вёл переговоры о Парижском договоре. С 1787 по 1789 годы был членом Государственного совета Франции.
В 1742 году избран членом Французской академии за поэму «Делия» и с 1763 года посвятил большую часть своего времени художественной литературе. Писал большие произведения, но они не имели большого значения, однако его басни являются одними из лучших постановок в театрах. Сборник его произведений «Complètes» издавали дважды и оба раза в Париже: в 1796 году, в 1807 году. Собрание писем опубликовано в Париже в 1866 году.
Герцог не эмигрировал во время Французской революции, но потерял все свои деньги и графство, и был арестован в 1793 году. Его выпустили из тюрьмы после падения Робеспьера.
Умер в Париже 25 февраля 1798 года.